# 伊藤優詩
伊藤優詩（いとう まさし、1991年7月22日 - ）は、日本棋院東京本院所属の囲碁棋士。高林拓二六段門下。北海道江別市出身。

## 略歴
囲碁のルール覚えたのは小学校1年生の時。ルールは覚えたが全く囲碁の面白さが理解できずに、興味が無いまま4年間が経過する。2歳下の弟から影響を受け、小学校5年生の時にやっと囲碁の面白さを理解する事となる。
同じ江別市出身で同期入段、1学年上の鈴木伸二八段とは向島囲碁サロンで共に学んだ仲である。

## 昇段履歴
- 2008年4月1日 入段[3]（冬期棋士採用試験2位=10勝5敗）
- 2011年8月12日 二段[4]（勝星規定＝対象棋戦通算30勝）
- 2014年5月23日 三段[5]（勝星規定=対象棋戦通算40勝）
- 2016年 四段（勝星規定=対象棋戦通算50勝）
- 2018年1月1日 五段[6]（賞金ランキング 四段2位）